# The Chase Vault Tragedy
The Chase Vault Tragedy prvi je demo album nizozemskog simfonijskog black metal-sastava Carach Angren. Sastav je samostalno objavio album 1. rujna 2004. godine.

## O albumu
The Chase Vault Tragedy je konceptualni demouradak koji govori o misteriju kripte Chase u kojoj su se mrtvački sanduci pomicali sami od sebe.

## Popis pjesama
Tekstovi: Seregor. 
| 1.    | »In Death It Began... (Intro)« (instrumental) | 1:08 |
| 2.    | »The Chase Vault Mystery«                     | 3:46 |
| 3.    | »Paranormal Kinetic Activity«                 | 4:09 |
| 4.    | »Sepulchral Disequilibrium«                   | 3:32 |
| 12:35 |                                               |      |

## Osoblje
Carach Angren
- Seregor – vokali, gitara
- Ardek – prateći vokali, klavijature, klavir, orkestracija
- Namtar – bubnjevi, perkusija